# Kenta Kishi
Kenta Kishi (japanisch 岸 健太 Kishi, Kenta; * 23. Oktober 1996) ist ein japanischer Fußballspieler.

## Karriere
Kenta Kishi erlernte das Fußballspielen in der Universitätsmannschaft der Tokyo International University. Im Februar 2019 ging er nach Laos, wo er einen Vertrag beim Master 7 FC unterschrieb. Der Verein aus der Hauptstadt Vientiane spielte in der ersten Liga, der Lao Premier League. Mit Master 7 wurde er am Ende der Saison Vizemeister. Nach einer Saison und zwei geschossenen Toren ging er nach Malaysia, wo er sich dem Drittligisten PIB FC anschloss. Im August 2021 zog es ihn nach Thailand. Hier unterzeichnete er einen Vertrag beim Drittligisten Chiangrai Lanna FC. Mit dem Verein aus Chiangrai spielte er in der Northern Region der Liga. Im August 2022 zog es ihn in die Mongolei, wo er sich dem Erstligisten Tuv Buganuud anschloss.

## Erfolge
Master 7 FC 
- Laotischer Vizemeister: 2019